# Rejon mari-turecki
Rejon mari-turecki (ros. Мари-Турекский район) – rejon w należącej do Rosji nadwołżańskiej republice Mari El.
Rejon leży we wschodniej części republiki i ma powierzchnię ok. 1,5 tys. km². 1 stycznia 2006 r. na jego obszarze żyło 24 170 osób. Ośrodkiem administracyjnym rejonu jest osiedle typu miejskiego Mari-Turek, liczące 5.965 mieszkańców (2005 r.). Pozostałe osady w rejonie mają charakter wiejski i 3/4 populacji stanowi ludność wiejska.
Gęstość zaludnienia w rejonie wynosi 16,1 os./km²